# Die 50+ Studie
Die 50+ Studie ist eine empirische, soziologische Grundlagenstudie über die Haltungen, Werte, Alltagseinstellungen und Verhaltensweisen der Jahrgänge 1939 bis 1964 in Deutschland. Sie wird als Längsschnittstudie im Zweijahresrhythmus mit einer gleichbleibenden Stichprobe (Panel) von etwa 7800 repräsentativ ausgesuchten Probanden dieser Jahrgänge durchgeführt.

## Hintergrund
Die Jahrgänge 1939 bis 1964 stehen deshalb im Zentrum der Erforschung der älteren Generation, weil sie die Hauptakteure des Wertewandels seit den 1960er Jahren waren und nun die Hauptakteure des demographischen Wandels in Deutschland sind. Mit etwa 22 Millionen Menschen sind sie auch mit Abstand die einflussreichste deutsche Bevölkerungsgruppe.
Diese probandenbezogene Panel-Studie wird von der Stiftung: Internetforschung durchgeführt und im Abstand von zwei Jahren wiederholt. Sie wurde in den Jahren 2007/2008 und 2009 von Dieter Otten geleitet und von Wissenschaftlern der Universität Osnabrück betreut. Die Studie wurde bis 2011 von den ERGO Direkt Versicherungen unterstützt.
Das repräsentative Panel wird durch direct mailing rekrutiert und mit Daten der Schober Information Group gepflegt. Die Erhebung wird online mit einem Online-Befragungssystem durchgeführt. Die Überprüfung der Ergebnisse geschieht mittels einer CATI-Kontrollbefragung, die 2009 von der Hamburger ARIS Umfrageforschungsgesellschaft durchgeführt wurde. Parallel dazu wurden die Ergebnisse durch eine Sonderauswertung der Sinus-Lebenswelten der Jahrgänge 1939 bis 1964 abgeglichen und überprüft.

## Studie 2008
Die erste Studie (erschienen im Rowohlt Verlag, Reinbek 2008) stellt einen Paradigmenwechsel in der Erforschung des demographischen Wandels dar. Sie zeigt, dass er grundlegend anders verlaufen dürfte als bislang erwartet. Zwar wird die Bevölkerung immer älter, aber die Zahl der Älteren nimmt ab, weil das Verhalten der entscheidenden rund 70 % der Probanden des demographischen Wandels nicht (mehr) den Altersbildern in Politik und Gesellschaft entspricht. Sie sind demzufolge mehrheitlich nicht alt. Der Alterlimes (die Grenze der Alters-Selbst- und Fremdeinschätzung) schiebt sich in der Moderne permanent nach oben. Derzeit liegt er jenseits des 80. Lebensjahrs. Aber auch danach wird sich das Verhalten der Probanden nicht mehr mit den herkömmlichen Altersbildern decken. Der Hauptgrund dafür ist der grundlegend geänderte körper- und gesundheitsbewusste Lebensstil älterer Menschen mit Fitnesswerten in Gesundheit, Psyche und sozialer Integration, die denen 40-Jähriger ähneln. Politik und Gesellschaft werden dem Rechnung tragen müssen.

## Studie 2009
Diese Ergebnisse wurden in den Kurz-Studien von 2009 erneut eindrucksvoll bestätigt. Besonders bemerkenswert ist bei zwei Drittel der Befragten das hohe Aspirationsniveau in Bezug auf die noch zu erwartende Lebensspanne, die hohe Bedeutung des (Ehe-)Partners einschließlich aktiver Sexualität, die hohe Mobilität (Bereitschaft zum Umziehen, Reisen), die intensive kulturelle Aktivität mit hoher Bedeutung von Kino und Partys, und der relativ hohe wirtschaftliche Wohlstand (113 % des Durchschnittseinkommens).
Drei Ergebnisse sind von besonderem Wert:
- Zwar ist mit 65 Jahren so gut wie niemand mehr berufstätig, aber 66 % der Probanden möchten dennoch weiter beruflich tätig sein.
- Über 80 % der Probanden möchte nicht in ein Altersheim gehen, 30 % nicht einmal im Falle schwerer Pflegebedürftigkeit. Demgegenüber steht eine enge Bindung zu neuen Wohn- und Lebensformen wie WGs oder Mehr-Generationen-Häuser.
- Die aktiven Probanden zeichnet ein hohes politisches Engagement einschließlich präventiver Protestbereitschaft aus (siehe Stuttgart 21). Die Gleichung ältere Wähler gleich konservative Wähler gilt hingegen nicht mehr. Die Probanden tendieren politisch mehrheitlich zu einer Rot-rot-grünen Koalition.

## Studie 2011
Die Jahrgänge 1939 bis 1964 werden 2013 rund 48 % der wahlberechtigten Bürger bei der Bundestagswahl stellen. Angesichts der zu erwartenden höheren Wahlbeteiligung dieser Wähler-Gruppe dürften mehr als 50 % der abgegebenen Bundestagswahl-Stimmen von ihnen stammen. Die Akteure des demographischen Wandels werden ergo den Wahlausgang bestimmen. Deshalb widmet sich die 50+ Studie 2011/2012 den politischen Folgen des demographischen Wandels. Eine in dieser Ausführlichkeit bisher noch nicht durchgeführte Erhebung der politischen Einstellung, Vorstellung und Vorschläge analysiert die gesamte Bandbreite des politischen Potentials der Akteure und zeigt die politischen Konsequenzen auf. Veröffentlicht wird die Studie „50+ Die Neue Mehrheit“ 2012.